# Lenguas eslavas orientales
Las lenguas eslavas orientales son el ruso, el ucraniano, el bielorruso y el rusino. Este subgrupo pertenece al grupo de las lenguas eslavas.

## Clasificación
- Lenguas indoeuropeas
  - Lenguas baltoeslavas
    - Lenguas eslavas
      - Lenguas eslavas orientales
        - Idioma ruteno antiguo †
          - Idioma ruteno †
            - Idioma ucraniano antiguo †
              - Idioma ucraniano
              - Idioma rusino

            - Idioma bielorruso

        - Antiguo dialecto de Nóvgorod †
          - Dialecto de Vladímir-Súzdal †

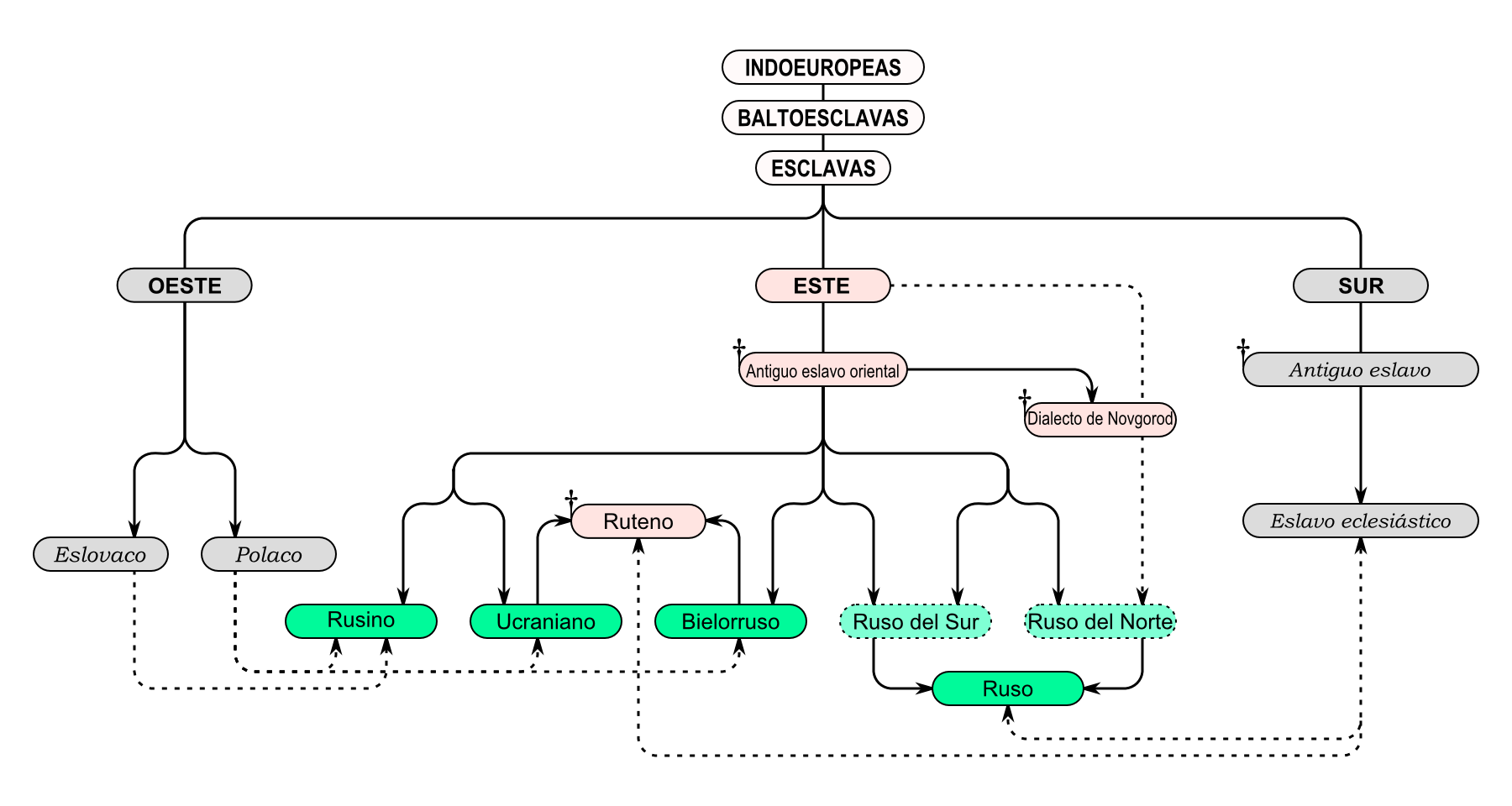
Árbol genealógico de las lenguas eslavas orientales

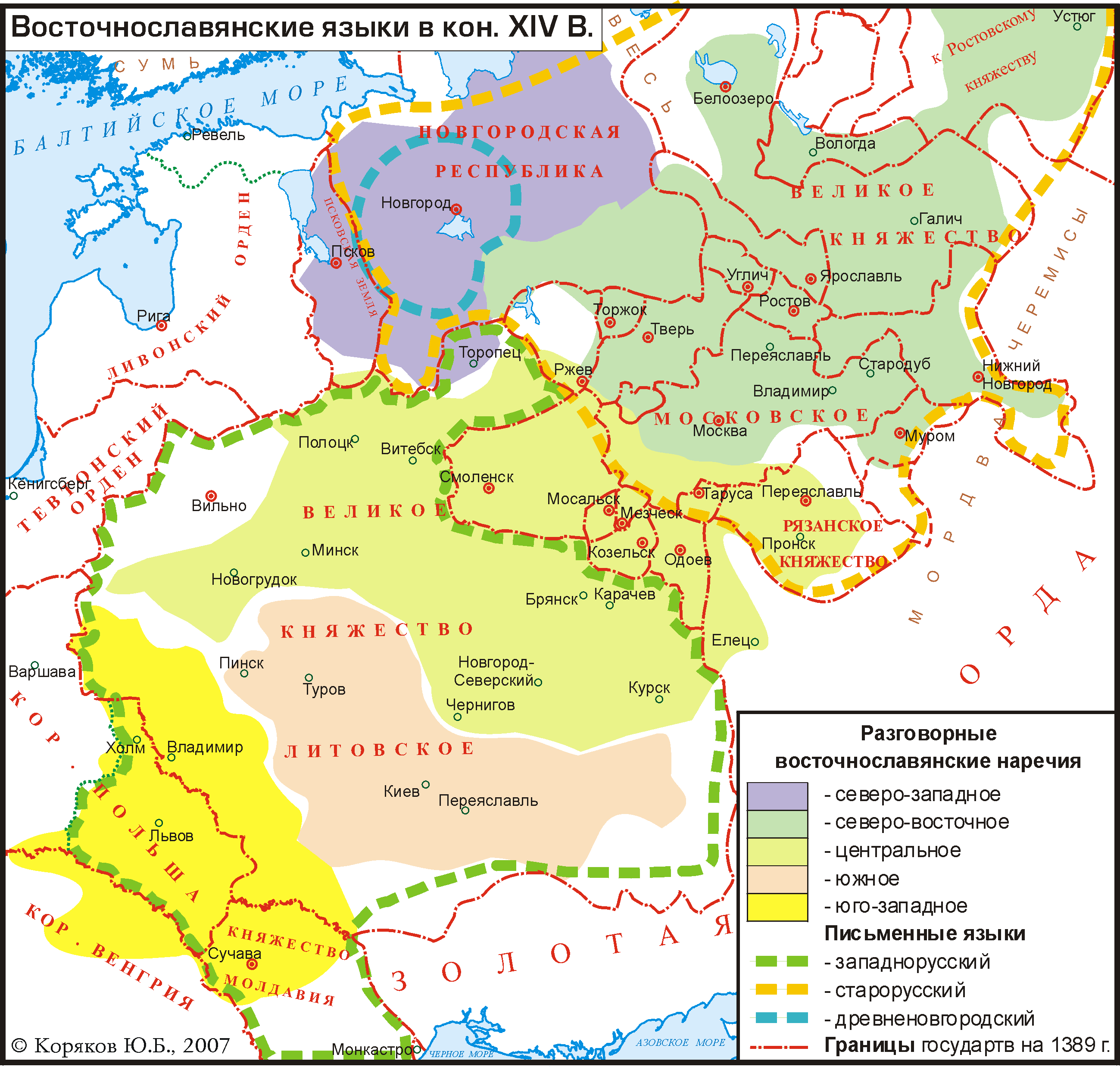
Lenguas eslavas orientales a finales del, según el lingüista Yuri Koryakov (Юрий Коряков).

            - Idioma ruso

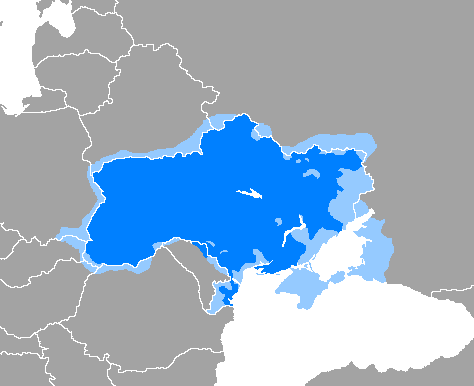
Ucraniano
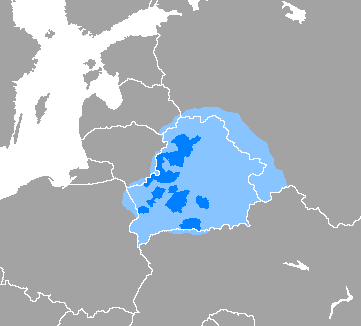
Bielorruso
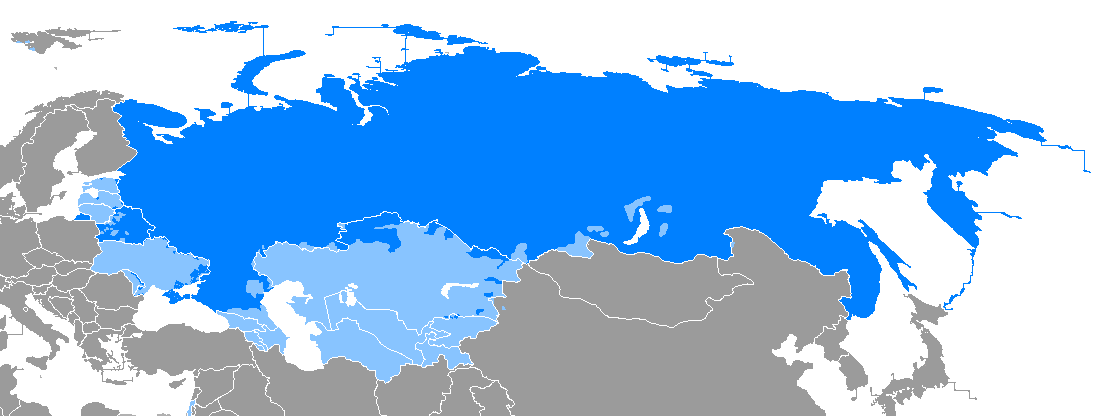
Ruso
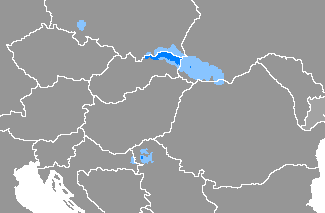
Rusino

## Comparación léxica
Los numerales en diversas lenguas eslavas orientales son:
| GLOSA | Bielorruso          | Ruso              | Rusino           | Ucraniano       | PROTO- ESLAVO ORIENTAL |
| ----- | ------------------- | ----------------- | ---------------- | --------------- | ---------------------- |
| 1     | adzin aˈʣʲin̪        | odin ʌˈdʲin̪       | jedén ˈjɛd̪ɛn̪     | odyn oˈd̪ɪn̪      | *ojd̪in̪                 |
| 2     | dva d̪va             | dva d̪va           | dva d̪va          | dva d̪va         | *d̪va                   |
| 3     | try t̪rɨ             | tri t̪rʲi          | tryj t̪rɪj        | try t̪rɪ         | *t̪rij                  |
| 4     | čatyry ʧaˈt̪ɨrʲɨ     | četyre ʧɪˈt̪ɨrʲɪ   | štýry ˈʃt̪ɪri     | čotyry ʧoˈt̪ɪrɪ  | *čət̪ɨri                |
| 5     | pjacˈ pʲaʦʲ         | pjatˈ pʲatʲ       | pjatʼ pʲatʲ      | pjat pʲatʲ      | *pjatʲ                 |
| 6     | šescˈ ʃesʲʦʲ        | šestˈ ʂɛsʲtʲ      | šistʼ ʃistʲ      | šist ʃʲisʲt̪ʲ    | *šestʲ                 |
| 7     | sem sʲɛm            | semˈ sʲɛmʲ        | sim sim          | sim sʲim        | *semʲ                  |
| 8     | vosem ˈvɔsʲem       | vosemˈ ˈvɔsʲɪmʲ   | visim ˈvisim     | visimˈ ˈvʲisʲim | *vosemʲ                |
| 9     | dzevjiacˈ ˈʣʲevʲaʦʲ | devjat ˈdʲɛvʲәt̪ʲ  | dévjatʼ ˈd̪ɛvjatʲ | devjat ˈdevjat̪ʲ | *devjatʲ               |
| 10    | dzesjiacˈ ˈʣʲsʲaʦʲ  | desjatˈ ˈdʲɛsʲәt̪ʲ | désjatʼ ˈd̪ɛsjatʲ | desjat ˈdesʲat̪ʲ | *desjatʲ               |
El lingüista Serguéi Stárostin desarrolló un método para introducir modificaciones en la glotocronología tradicional. Empleando dicho método, en 2004, Stárostin presentó una revolucionaria clasificación de las lenguas eslavas.